# Martedì nero
(Richard M. Salsman)
Con l'espressione Martedì nero (detto anche "Big Crash") ci si riferisce al giorno del crollo della borsa valori avvenuto il 29 ottobre 1929 a New York, presso lo Stock Exchange, sede del mercato finanziario più importante per volume degli Stati Uniti.
Nella storia degli Stati Uniti, il martedì nero è il giorno che identifica pienamente il panico del 1929 ed è associato alla Grande depressione, tra le più gravi crisi economiche della storia del mondo industrializzato. Il prezzo delle azioni di numerose imprese di grandi dimensioni, come la General Electric, precipitò. Quel giorno più di sedici milioni di azioni vennero negoziate e il valore delle stesse calò di altri dieci miliardi di dollari. Ciò ebbe un riflesso immediato sulle altre borse degli Stati Uniti, da Chicago a San Francisco.
Gli economisti e gli storici non concordano sul ruolo esatto che il crollo della borsa ebbe nella seguente crisi economica e non condividono il nesso causale che lega le due crisi. Per alcuni il crollo borsistico rappresenta il sintomo di una situazione economica già in piena contrazione nell'autunno del 1929, e non la sua causa, per altri la crisi finanziaria fu la causa scatenante della depressione. Il crollo segnò anche l'inizio di importanti riforme finanziarie e delle regole del commercio.
Nei giorni che precedettero il lunedì il nervosismo nello Stock Exchange andò aumentando. Già il giovedì il mercato aveva subito un terribile collasso. Periodi di vendita e di grandi volumi di trading erano mescolati con brevi periodi di prezzi in crescita e recupero. L'economista e autore Jude Wanniski correlò in seguito queste oscillazioni con la prospettiva del passaggio della legge di Smoot-Hawley che imponeva una maggiorazione sulle tariffe imposte sui beni importati, che era dibattuta in quel periodo nel Congresso degli Stati Uniti. Dopo il crollo, il Dow Jones Industrial Average (DJIA) recuperò all'inizio del 1930, per poi calare nuovamente, raggiungendo un minimo di mercato nel 1932. Il Dow Jones non tornò ai livelli precedenti al 1927 prima della fine del 1954.

## Linea temporale

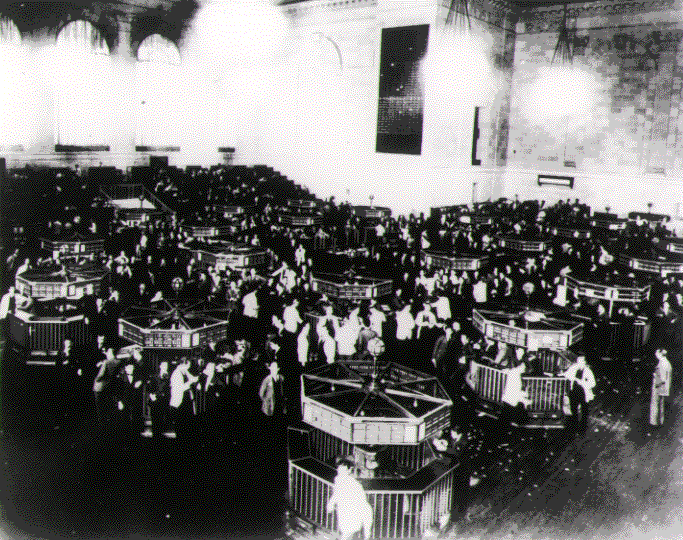
La sala di contrattazione azioni del New York Stock Exchange appena dopo il crollo del 1929.

In seguito a cinque anni di spettacolare boom, durante il quale l'indice Dow Jones (DJIA, "Dow Jones Industrial Average") aumentò di cinque volte, i prezzi raggiunsero il picco di 381,17 il 3 settembre 1929. Il valore scese poi velocemente per un mese, perdendo il 17% del suo valore durante il calo iniziale. I prezzi recuperarono poi più della metà delle perdite nella successiva settimana, per poi ripiegare in basso immediatamente dopo. Il declino accelerò poi nel cosiddetto "Giovedì nero", il 24 ottobre 1929. Quel giorno venne scambiato il numero record di 12,9 milioni di azioni.
All'una di pomeriggio del venerdì 25 ottobre, diversi banchieri si incontrarono per trovare una soluzione al panico e al caos nella sala contrattazioni. L'incontro comprendeva Thomas W. Lamont, capo della Morgan Bank; Albert Wiggin, capo della Chase National Bank; e Charles E. Mitchell, presidente della National City Bank. Essi scelsero Richard Whitney, vice presidente dell'Exchange, perché agisse in loro vece. Con le risorse finanziarie dei banchieri alle sue spalle, Whitney fece un'offerta di acquisto di un grande blocco di azioni della U.S. Steel a un prezzo ben al di sopra di quello di mercato. Mentre i commercianti stupiti stavano a guardare, Whitney pose offerte simili su altre azioni "blue chip". Questa tattica era simile a quella che concluse il panico del 1907 e riuscì a fermare la caduta di quel giorno. In questo caso, tuttavia, la tregua fu solo temporanea.
Durante il weekend gli eventi furono descritti dai giornali negli Stati Uniti. Lunedì 28 ottobre altri investitori decisero di uscire dal mercato e la discesa continuò con una perdita record del Dow Jones per il giorno del 13%. Il giorno seguente, il "Martedì nero", 29 ottobre 1929, furono scambiate 16,4 milioni di azioni, un numero che superò il record stabilito cinque giorni prima e che non fu superato sino al 1969. L'autore Richard M. Salsman scrisse che il 29 ottobre - a causa delle voci che confermavano come il Presidente Herbert Hoover non fosse intenzionato a porre il veto alla pendente Hawley-Smoot Tariff - i prezzi delle azioni crollarono anche di più. William C. Durant si unì ai membri della famiglia Rockefeller e ad altri giganti finanziari per comprare grandi quantità di azioni in modo da dimostrare al pubblico la loro fiducia nel mercato, ma i loro sforzi non riuscirono a fermare la discesa. Il Dow Jones perse un altro 12% quel giorno. L'orologio finanziario non si fermò sino alle 19:45 in quella sera, con il mercato che mandò in fumo 14 miliardi di dollari di valore e con la perdita settimanale pari a 30 miliardi, ovvero dieci volte più del budget annuale del governo federale degli Stati Uniti e molto più di quanto gli stessi spesero in tutta la prima guerra mondiale.
Un minimo relativo nell'indice avvenne il 13 novembre, con il Dow che chiuse a 198,6 quel giorno. Da quel punto il mercato recuperò per diversi mesi, con il Dow che raggiunse un picco relativo di 294,0 nell'aprile del 1930. Il mercato si imbarcò poi in una discesa costante nell'aprile 1931 che non si fermò sino al 1932, quando il Dow chiuse a 41,22 l'8 luglio, concludendo un devastante declino dell'89% dal picco. Questo fu il valore più basso che l'indice abbia mai avuto nel XX secolo.

## Fondamenti economici

Indice Dow Jones, 1928-1930

Al crollo contribuì un boom speculativo che aveva preso piede nei tardi anni 1920, che aveva portato centinaia di migliaia di americani a investire pesantemente nel mercato azionario, e un numero significativo di loro prese persino dei prestiti per comprare più azioni. Nell'agosto del 1929 i broker prestavano abitualmente ai piccoli investitori più dei due terzi del valore delle azioni che compravano. Vi erano oltre 8,5 miliardi di dollari in prestiti e mutui, più dell'intero valore della moneta circolante negli Stati Uniti.
I prezzi crescenti delle azioni incoraggiarono più persone a investire; c'era la speranza che i prezzi delle azioni si sarebbero ulteriormente alzati. La speculazione alimentò quindi ulteriori rialzi e creò una bolla speculativa. La media del rapporto tra prezzi e utili delle azioni di S&P Composite era 32,6 nel settembre del 1929, chiaramente al di sopra delle norme dell'epoca. La maggior parte degli economisti vide questo evento come il più drammatico nella moderna storia economica.
Il 24 ottobre 1929 (quando il Dow Jones aveva appena superato il suo picco di 381,17 del 3 settembre), le azioni cominciarono a scendere e cominciò il panico da vendita. Vennero vendute più di 12 milioni di azioni in un solo giorno, mentre la gente cercava disperatamente di mitigare la situazione. Questa vendita di massa fu considerata uno dei fattori maggiori della Grande depressione. Gli economisti e gli storici, tuttavia, hanno spesso visioni differenti del significato del crollo rispetto a questo fatto. Alcuni sostengono che le reazioni politiche esagerate rispetto al crollo, come il passaggio della legge sull'importazione Smoot-Hawley attraverso il congresso degli Stati Uniti, abbiano causato più danni che il crollo stesso.

### Indagine ufficiale sul crollo economico
Nel 1931 fu creata la Pecora Commission dal Senato degli Stati Uniti per studiare le cause del crollo. Il Congresso degli Stati Uniti varò il Glass-Steagall Act nel 1933, il quale imponeva una separazione tra le banche commerciali, che gestiscono depositi e forniscono mutui, e banche d'affari, che sottoscrivono, stabiliscono e distribuiscono azioni, obbligazioni e altri titoli.
In seguito all'esperienza del crollo del 1929, i mercati azionari nel mondo istituirono misure per sospendere temporaneamente gli scambi nel caso avvenissero declini rapidi, sostenendo che preverrebbero vendite da panico di tale entità. Il crollo di un giorno del lunedì nero, il 19 ottobre 1987, quando il Dow Jones cadde del 22,6%, tuttavia fu anche più grave del crollo del 1929. Da questo sell-off i mercati si ripresero però velocemente, mettendo a segno il più alto incremento giornaliero dal 1932 due soli giorni dopo.

## Impatto e dibattito accademico
Il crollo di Wall Street ebbe un forte impatto sull'economia statunitense e mondiale ed è stato fonte di intensi dibattiti accademici - storici, economici e politici - dalla sua conclusione sino ai giorni nostri. Il crollo segnò l'inizio di conseguenze diffuse e a lungo termine per gli Stati Uniti. La domanda principale è: Il crollo provocò la depressione o ha semplicemente coinciso con l'esplosione di una bolla economica ispirata dal credito? Il declino dei prezzi delle azioni provocò bancherotte e gravi difficoltà macroeconomiche, incluse chiusure di aziende, licenziamenti e altre misure economiche di repressione. La risultante crescita della disoccupazione e della depressione è vista come risultato diretto del crollo, anche se non è assolutamente l'unico evento che ha contribuito alla depressione; è però di solito visto come quello che ha avuto il maggiore impatto sugli eventi che seguirono. Per questo il crollo di Wall Street è ampiamente inteso come il segnale della forte caduta economica che iniziò la Grande depressione.
Molti accademici vedono il crollo di Wall Street del 1929 come parte di un processo storico che fu a sua volta parte delle nuove teorie di boom di crescita e arresto. Secondo economisti come Joseph Schumpeter e Nikolai Kondratieff il crollo fu semplicemente un evento storico nel processo continuo conosciuto come ciclo economico. L'impatto del crollo fu semplicemente quello di aver aumentato la velocità alla quale il ciclo procedeva al suo prossimo livello. Secondo l'economista Milton Friedman nel suo Monetary History of the United States (Storia monetaria degli Stati Uniti) del 1963, la Federal Reserve nell'immediato seguito del crollo, ridusse rapidamente la quantità di moneta circolante e trasformò la recessione in una depressione.